# Marco Cattaneo
Marco Cattaneo (ur. 17 czerwca 1974 w Saronno) – włoski biegacz narciarski, dwukrotny zwycięzca FIS Marathon Cup.

## Kariera
W Pucharze Świata Marco Cattaneo zadebiutował 17 marca 2000 roku w Bormio, zajmując 58. miejsce na dystansie 10 km techniką klasyczną. Pierwsze pucharowe punkty zdobył blisko rok później - 1 lutego 2001 roku w Asiago, gdzie zajął 22. pozycję w sprincie stylem dowolnym. W klasyfikacji generalnej najlepiej wypadł w sezonie 2001/2002, który ukończył na 105. miejscu. Startował także w zawodach cyklu FIS Marathon Cup łącznie jedenastokrotnie stając na podium i odnosząc cztery zwycięstwa. W latach 2005 i 2006 wygrywał amerykański maraton American Birkebeiner, w 2006 roku czeski Jizerská Padesátka, a w 2008 roku francuski Transjurassienne. W sezonach 2005/2006 i 2008/2009 był najlepszy w klasyfikacji generalnej, w sezonie 2004/2005 był drugi, a w sezonach 2007/2008 i 2009/2010 zajmował trzecie miejsce. Nigdy nie wziął udziału w igrzyskach olimpijskich ani mistrzostwach świata. W 2012 roku zakończył karierę.

## Osiągnięcia

### Puchar Świata

#### Miejsca w klasyfikacji generalnej
- sezon 2000/2001: 108.
- sezon 2001/2002: 104.
- sezon 2002/2003: 118.
- sezon 2005/2006: 176.

#### Miejsca na podium
Cattaneo nigdy nie stał na podium indywidualnych zawodów Pucharu Świata.

### FIS Marathon Cup

#### Miejsca w klasyfikacji generalnej
- sezon 2000/2001: 16.
- sezon 2001/2002: 8.
- sezon 2002/2003: 8.
- sezon 2003/2004: 5.
- sezon 2004/2005: 2.
- sezon 2005/2006: 1.
- sezon 2006/2007: 6.
- sezon 2007/2008: 3.
- sezon 2008/2009: 1.
- sezon 2009/2010: 3.
- sezon 2010/2011: 18.
- sezon 2011/2012: 18.

#### Miejsca na podium
| Nr  | Dzień       | Rok  | Zawody               | Dystans                 | Czas biegu  | Strata  | Pozycja | Zwycięzca        |
| --- | ----------- | ---- | -------------------- | ----------------------- | ----------- | ------- | ------- | ---------------- |
| 1.  | 30 stycznia | 2005 | Marcialonga          | 70 km stylem klasycznym | 3:00:37,0 h | +37,0 s | 3.      | Stanislav Řezáč  |
| 2.  | 26 lutego   | 2005 | American Birkebeiner | 52 km stylem dowolnym   | 2:03:14,6 h | -       | 1.      | -                |
| 3.  | 15 stycznia | 2006 | Jizerská Padesátka   | 50 km stylem klasycznym | 2:12:09,0 h | -       | 1.      | -                |
| 4.  | 25 lutego   | 2006 | American Birkebeiner | 52 km stylem dowolnym   | 2:08:56,0 h | -       | 1.      | -                |
| 5.  | 12 marca    | 2006 | Engadin Skimarathon  | 42 km stylem dowolnym   | 1:55:51,1 h | +0,9 s  | 2.      | Michaił Botwinow |
| 6.  | 28 stycznia | 2007 | Marcialonga          | 70 km stylem klasycznym | 2:07:17,0 h | +8,0 s  | 3.      | Jerry Ahrlin     |
| 7.  | 16 grudnia  | 2007 | La Sgambeda          | 42 km stylem dowolnym   | 1:45:22,9 h | +0,2 s  | 3.      | Jerry Ahrlin     |
| 8.  | 20 stycznia | 2008 | Dolomitenlauf        | 60 km stylem dowolnym   | 1:38:30,7 h | +0,8 s  | 2.      | Tullio Grandelis |
| 9.  | 10 lutego   | 2008 | Transjurassienne     | 50 km stylem dowolnym   | 1:49:48,0 h | -       | 1.      | -                |
| 11. | 24 stycznia | 2010 | Dolomitenlauf        | 42 km stylem dowolnym   | 1:43:17,1 h | +4,0 s  | 3.      | Fabio Santus     |
| 11. | 25 lutego   | 2012 | Finlandia-hiihto     | 50 km stylem klasycznym | 2:22:20,7 h | +1,9 s  | 3.      | Martin Koukal    |